# Nicolae Popescu (handball)
 (octobre 2015).
Si vous disposez d'ouvrages ou d'articles de référence ou si vous connaissez des sites web de qualité traitant du thème abordé ici, merci de compléter l'article en donnant les références utiles à sa vérifiabilité et en les liant à la section « Notes et références ».
Pour les articles homonymes, voir Popescu.
Nicolae Popescu, né le 28 novembre 1966 à Cujmir, est un handballeur roumain.

## Carrière sportive
Sa carrière a commencé au handball dans le club de Politehnica Timișoara où il gagne la Coupe de Roumanie en 1986.
En 1988, il quitte Timisoara pour le Steaua Bucarest où il a joué à plusieurs postes : arrière gauche, centre et pivot. Avec le Steaua, il gagne 2 fois le championnat en 1989 et 1990 et la Coupe en 1990.
Par la suite, il a joué deux ans à Chypre, au Handball Club Nicosie puis a terminé sa carrière au Luxembourg, au Red Boys Differdange où il a remporté trois fois le championnat en 1997, 1998 et 1999.